# Mango (Mango)
Mango (1994) è un album di Giuseppe Mango.

## Tracce
1. Giulietta (P. Mango, A. Mango, P. Panella)
2. Soli nella notte (P. Mango, Mogol)
3. Profumo d'amore (P. Mango, Mogol)
4. Goccia a goccia (P. Mango, A. Mango)
5. Terra di passione (P. Mango, A. Mango)
6. Bruciante rabbia (P. Mango, Mogol)
7. Limite fisico del cuore (sienteme) (P. Mango, A. Mango)
8. Senza fretta di vivere (P. Mango, Mogol)
9. Un'alba nuova (P. Mango, Mogol)
10. I sensi miei (P. Mango, G. Nuti, P. Recalcati)

## Formazione
- Mango: voce, cori, tastiera e chitarra acustica
- Nello Giudice: basso, programmazione e batteria elettronica
- Graziano Accinni: chitarra elettrica
- Rocco Petruzzi: tastiera, vocoder, programmazione e sintetizzatore
- Max Carola: chitarra (in Un'alba nuova)
- Giancarlo Ippolito: batteria, percussioni e batteria elettronica
- Paolo Costa: basso
- Elio Rivagli: batteria e percussioni
- Steve Lyon: programmazione
- Laura Valente, Gabriella Rinaldi: cori

Altri musicisti
- Archi: arrangiati da Rocco Petruzzi, elaborati e trascritti da Michele Santoro e diretti dal maestro Carlo Orso